# Agent double
Pour les articles homonymes, voir Agent double (homonymie).
Un agent double est une personne qui est agent de deux services de renseignement, à l'insu de l'un des deux. Les agents doubles sont des outils essentiels du contre-espionnage, permettant de découvrir les méthodes, les officiers traitants, et le genre de renseignements recherchés par un service de renseignements adverse. Ils peuvent aussi être utilisés pour intoxiquer le service de renseignement adverse en lui transmettant de fausses informations, comme c'est notamment fait par le système Double Cross britannique pendant la Seconde Guerre mondiale.
En revanche, un officier d'un service de renseignements qui espionne pour un service de renseignement adverse n'est pas un agent double, mais une « taupe ».
On parle parfois d'agent triple, pour un agent double qui fait semblant d'avoir trahi, mais est en fait loyal à sa première organisation. Il transmet donc de fausses informations à l'organisation qui pense l'avoir retourné, tout en continuant à transmettre des informations exactes au commanditaire original lors de ses rapports. Théoriquement, on peut extrapoler ce raisonnement à l'infini sur le degré d'infiltration : un agent quadruple est un agent triple qui re-trahit de nouveau son commanditaire original pour travailler avec l'espionné original, un agent quintuple est un agent quadruple qui re-trahit une seconde fois l'espionné pour le commanditaire, etc. Cependant, il est plus probable que l'organisation qui se rend compte que l'agent double l'a trahi préfère simplement s'en débarrasser à ce stade.

## Exemples
En Occident, il existe plusieurs cas documentés d'agents doubles :
- Mata Hari ;
- Nikolaï Skobline ;
- Christopher Draper (en) ;
- quelques agents doubles travaillant pour le compte du système Double Cross britannique :
  - Dušan Popov (TRICYCLE) ;
  - Eddie Chapman (ZIGZAG) ;
  - Joan Pujol Garcia (GARBO) ;
  - Lily Sergueiew (TREASURE) ;
  - Roman Czerniawski (BRUTUS) ;
  - Mathilde Carré dite « la Chatte »[4] ;
- Dieudonné Costes ;
- Boris Morros (en) ;
- Hans Moses, employé civil d'une unité de renseignement de l'US Army, objet d'une tentative de recrutement par un service de renseignement soviétique, qui fut utilisé contre ces derniers par le Counter Intelligence Corps (CIC) puis le Federal Bureau of Investigation (FBI) de 1949 à 1953[5] ;
- Viktor Grayevsky, journaliste israélien recruté par le KGB, mais en fait travaillant pour le Shin Bet de 1957 à 1971[6],[7] ;
- Katrina Leung, source du Federal Bureau of Investigation accusée d'être un agent double pour la République populaire de Chine ;
- Henri Plagnol ;
- « April Fool » ;
- Humam al-Balawi.